# Bándy Kata-gyilkosság
A Bándy Kata-gyilkosság egy 2012. július 7-ről 8-ra virradó éjjel Pécsen történt bűncselekmény.

## Események
A pécsi Bándy Kata 25 éves rendőrségi pszichológus 2012. július 7-ről 8-ra, szombatról vasárnapra virradó éjjel egy helyi szórakozóhelyről hazafelé tartva eltűnt. A nő eltűnése után a családtagok és ismerősök különböző közösségi oldalakon, például a Facebookon kérték a lakosság segítségét. A rendőrségi nyomozást jelentős közérdeklődés kísérte. Július 11-én a rendőrség egymillió forint jutalmat ajánlott fel a nyomravezetőnek.
Az eltűnés miatt megindított közigazgatási eljárásban igen jelentős rendőri erők vettek részt. A környéken egyenruhás csapatok átkutatták a házakat, az udvarokat, kikérdezték a lakókat.
A holttestet július 11-én találta meg három gyerek a pécsi Ledina városrészben, a Zsolnay-mauzóleum mellett, a Délibáb utcában, egy bokros területen, néhány száz méterre az áldozat otthonától. A nőt megfojtották, halála előtt bántalmazták, szakértők vizsgálták, hogy megerőszakolták-e.
A gyilkosság felderítésére külön nyomozócsoport alakult. A rendőrség a talált DNS-minta alapján július 15-én elfogta a 26 éves pécsi születésű kelebiai lakos Péntek Lászlót, aki beismerte, hogy ő volt a tettes. Tettét szexuális indíttatásból, ittasan, szintetikus drog hatása alatt, egyedül követte el. A rendőrség kizárta más tettesek közreműködését. Kiderült az is, hogy Péntek Lászlónak a bűntény időpontjában egy korábbi szabálysértés miatt börtönben kellett volna lennie.
A bűneset kapcsán többen felvetették a halálbüntetés visszaállításának szükségességét.  Az áldozat családja ezzel szemben azt kérte, a gyilkosságot „ne használják fel uszítás, gyűlölködés vagy a halálbüntetés visszaállításának ürügyéül”. A gyilkosságot követően fáklyás felvonulást tartottak „Bándy Kata utolsó útján”.
Bándy Katát július 23-án temették el Szekszárdon. Temetésén beszédet mondott az Emberi Erőforrások Minisztériumának vezetője, részt vett továbbá a belügyminiszter kabinetfőnöke, az Országos Rendőr-főkapitányság Hivatalvezetője, több rendőrtábornok, megyei főkapitány is. A temetésre katonai tiszteletadással került sor, rendőri díszőrséggel (a díszőrségben karabélyos rendőrnők álltak). A család előzetes kifejezett kérése ellenére a temetés sajtónyilvánosságot kapott.

## Büntetőeljárás
A Pécsi Törvényszéken lefolytatott büntetőeljárás során a bíróság bűnösnek találta Péntek Lászlót aljas indokból elkövetett emberölés bűntettében, és 2013. április 5-én életfogytiglani szabadságvesztésre ítélte őt, a feltételes szabadságra bocsátás lehetősége nélkül. A bíróság ezen túlmenően elkobozta Péntek vagyonát, a 12 millió forintos perköltség megfizetésére kötelezte a férfit és tíz évre eltiltotta őt a közügyek gyakorlásától.  Az ítélet ellen Péntek László fellebbezett. Másodfokon enyhített Péntek László büntetésén a Pécsi Ítélőtábla 2013. augusztus 28-án. Bándy Kata gyilkosa 40 év után feltételesen szabadon bocsátható. Az ítélet jogerős.

## Külső hivatkozások
- Térfigyelő kamerák felvételei Bándy Katáról és P. László gyanúsítottról a gyilkosság estéjén. YouTube